# 1991년~1995년 크로아티아 특수경찰의 전투 서열
크로아티아 특수경찰의 1991년부터 1995년까지의 전투 서열에는 크로아티아 내무부 산하 총 30여개의 특수부대가 있었다. 1990년 8월 세르브계 크로아티아인이 크로아티아 정부에 대항해 반란을 일으키기 시작한 뒤 크로아티아 정부가 내무부 내 에 있던 기존 공수특수부대를 이어 특수경찰을 새로 편성하였다. 이후 유고슬라비아 인민군이 세르브계 반군을 지원하며 개입하기 시작하자 분쟁도 점점 커져갔다. 이 분쟁은 1991년 크로아티아 독립 전쟁이라는 전쟁으로 발전되었다. 크로아티아 특수경찰은 분쟁 극초기 충돌인 파크라츠 충돌과 플리트비체 호수 사건에 개입하였다. 당시 크로아티아는 정규군이 없었기 때문에 이 특수경찰 3천명이 크로아티아가 가진 강력한 전투부대 역할을 하였다.
1991년 들어서 몇몇 특수경찰부대가 한데 묶여 크로아티아 국가방위군(이후 크로아티아군으로 개칭)으로 변모하였으나 특수경찰은 전쟁 내내 육군 작전을 지원하는 특수부대 역할로 작전을 계속 이어나갔다. 특수경찰이 마지막으로 대규모로 투입된 때는 1995년 8월 폭풍 작전 때로 당시 3,100명 이상의 특수경찰 병력을 투입하였다. 전쟁 기간 특수경찰 부대원 179명이 사망하였고 790명이 부상을 입었으며 14명이 실종되었다.

## 창설
1990년 크로아티아 민주연합(HDZ)가 크로아티아 민족주의를 내세우며 1990년 크로아티아 총선거에서 사회주의 정권을 밀어내고 압승하자 크로아트인과 세르브인 사이 민족 갈등이 심화되기 시작했다. 유고슬라비아 인민군(JNA)은 크로아티아가 공화국 내의 크로아티아 영토방위군(TO) 장비를 이용해 자체적인 군대를 세우고 유고 인민군에 대항할 수 있다고 우려하였다. 예상되는 저항을 최소화하기 위해 유고 인민군은 영토방위군의 장비를 전부 압수하였다. 1990년 8월 17일, 양 민족간 긴장이 폭발하여 세르브계 크로아티아인이 크로아티아 내에서 세르브계가 가장 많이 사는 달마티아 고원의 크닌을 중심으로 하여 리카, 코르둔, 바노비나, 슬라보니아 지역 등 여러 곳에 크로아티아 정부에 반대하여 대대적인 반란을 일으켰다. 유고 인민군은 세르브계 크로아티아 반군의 지원을 점점 늘려갔다. 유고 인민군이 분쟁에 개입하면서 세르브계 크로아티아인 반군 또한 강해졌다.
1991년 당시 크로아티아는 정규군 병력이 없었다. 크로아티아는 국방력을 강화하기 위해 경찰 인력을 2만명으로 약 2배로 증강하였다. 이 중 가장 강력한 병력이 특수부대로 군 조직을 도입한 12개 대대 3천명의 특수경찰 병력이었다.
처음으로 창설된 특수경찰부대는 1990년 9월 7일 창설된 루츠코 대테러부대(ATU)였다. 이 부대는 1990년 자그레브에서 훈련받은 경찰관 중 선발 과정을 통해 꾸린 부대이다. 이 외에도 1990년 이전 크로아티아 내무부 산하의 특수부대에 근무했던 사람들 일부를 보직이동시켜 동원하기도 하였다. 루츠코 특수부대의 초대 지휘관에는 마르코 루키치가 보임되었다.
특수경찰은 오른쪽 소매에 견장 패치를 붙인 녹색 유니폼을 보급하여 다른 부대와 구분할 수 있게 하였다. 크로아티아 특수부대의 공식 견장은 칼 위에 번개가 그려진 모양(Mač i munja)으로, 미국 육군 특전부대의 휘장에서 영감을 받은 디자인이다.
1991년 말에는 특수경찰의 효율적인 지휘, 통제를 위해 내무부 산하 특수경찰국을 수립하였다. 1994년에는 교육과정기획 및 감독 등 업무범위가 확대되며 특수경찰부로 확대되었다. 또한 군사 작전의 통합 및 일원화를 위해 크로아티아 공화국군 총참모부와 특수경찰이 지휘하는 특수경찰부대합동참모부가 세워졌다. 스톰 작전과 같은 대형 군사작전에서 야전에 특수경찰 3,100명이 투입되었을 때 이 특수경찰들은 군 참모부 직속으로 지휘받았다.

## 야전부대 목록
1990년 8월 17일 크닌 안팎에서 일어난 세르브계의 봉기를 진압하기 위해 헬리콥터 3대를 가진 크로아티아 특수경찰 공수부대가 처음으로 동원되었다. 특수부대 공수부대는 1968년 창설된 부대로 당시 이 부대는 크로아티아가 가지고 있던 유일한 전투능력을 가진 부대였다. 작전 도중 유고슬라비아 공군 소속 전투기 2기가 헬리콥터를 가로막아 오굴린에 강제로 착륙하였다. 이 날은 현대 크로아티아 특수부대의 첫 부대가 세워진 날로 기념하고 있다. 이 사건 이후 특수경찰부대가 추가로 창설되었는데 거의 대부분은 1990년 9월에서 1991년 8월 사이 세워졌다.
아래는 크로아티아 내무부 직속으로 지휘받던 9개 특수경찰 부대였다.
- 공수부대 (1968년 창설)
- 루츠코 대테러부대 (1990년 9월 7일 창설)
- 투슈카나츠 부대 (1990년 10월 1일 창설)
- 라키체 부대 (1990년 10월 5일 창설)
- 발반돈 / 피오니르스키그라드 부대 (1990년 10월 8일 창설)
- 쿠므로베츠 부대 (1990년 11월 29일 창설)
- 슬레메 부대 (1991년 2월 6일 창설)
- 비니차 부대 (1991년 4월 8일 창설)
- 에르두트 부대 (1991년 4월 30일 창설)

아래는 크로아티아 내 각 주에서 지휘받던 21개 특수경찰 부대였다. 괄호는 창설일이다.
- 로비나츠 부대 (1990년 8월 17일)
- 자다르 부대 (1990년 10월 15일)
- 벨로바르 부대 (1991년 2월 23일)
- 카를로바츠 부대 (1991년 3월 1일)
- 오시예크 (1991년 3월 3일)
- 빈코브치 (1991년 3월 3일)
- 슬라본스키브로드 부대 (1991년 3월 8일)
- 스플리트 부대 (1991년 3월 15일)
- 시베니크 부대 (1991년 3월 15일)
- 시사크 부대 (1991년 3월 15일)
- 쿠티나 부대 (1991년 3월 15일)
- 즐라타르 부대 (1991년 3월 15일)
- 고스피치 부대 (1991년 3월 15일)
- 바라주딘 부대 (1991년 3월 18일)
- 리예카 부대 (1991년 4월 8일)
- 두브로브니크 부대 (1991년 5월 5일)
- 자그레브 부대 (1991년 7월 23일)
- 이스트라 부대 (1991년 7월 27일)
- 주파냐 부대 (1991년 9월 17일)
- 포제가 부대 (1993년 3월 15일)
- 코프리브니차 부대 (1993년 8월 1일)

## 참고 문헌
서적
- Central Intelligence Agency; Office of Russian European Analysis (2002). 《Balkan Battlegrounds: A Military History of the Yugoslav Conflict, 1990–1995》. Washington, D.C.: Central Intelligence Agency. OCLC 50396958.
- Central Intelligence Agency; Office of Russian European Analysis (2002). 《Balkan battlegrounds: a military history of the Yugoslav conflict, 1990–1995, Volume 2》. Washington, D.C.: Central Intelligence Agency. ISBN 978-0-16-066472-4.
- Hoare, Marko Attila (2010). 〈The War of Yugoslav Succession〉.   Ramet, Sabrina P. 《Central and Southeast European Politics Since 1989》. Cambridge, England: Cambridge University Press. 111–136쪽. ISBN 978-1-139-48750-4.
- Marijan, Davor (2007). 《Oluja》 [Storm] (PDF) (크로아티아어). Zagreb, Croatia: Croatian Memorial Documentation Centre of the Homeland War of the Government of Croatia. ISBN 978-953-7439-08-8. 31 December 2014에 원본 문서 (PDF)에서 보존된 문서. 30 December 2012에 확인함.
- Nazor, Ante (2007). 《Počeci suvremene hrvatske države: kronologija procesa osamostaljenja Republike Hrvatske: od Memoranduma SANU 1986. do proglašenja neovisnosti 8. listopada 1991》 [Beginnings of the Modern Croatian State: A Chronology of the Independence of the Republic of Croatia: from 1986 SANU Memorandum to the Declaration of Independence on 8 October 1991] (크로아티아어). Zagreb, Croatia: Croatian Homeland War Memorial Documentation Centre. ISBN 978-953-7439-01-9.
- Stallaerts, Robert (2009). 《Historical Dictionary of Croatia》. Lanham, Maryland: Scarecrow Press. ISBN 978-0-8108-7363-6.
- Thomas, Nigel; Mikulan, Krunoslav (2006). 《The Yugoslav Wars: Slovenia & Croatia 1991–95》. Oxford, England: Osprey Publishing. ISBN 978-1-84176-963-9.

저널 논문
- Bilandžić, Mirko; Milković, Stjepan (December 2009). “Specijalne vojno-policijske protuterorističke postrojbe: Hrvatska i svijet” [Special Military and Police Counter-Terrorist Units: Croatia and the World]. 《Polemos: Journal of Interdisciplinary Research on War and Peace》 (크로아티아어) (Croatian Sociological Association and Jesenski & Turk Publishing House) 12 (24): 33–60. ISSN 1331-5595.
- Karaula, Željko (June 2007). “Osvajanje vojarne JNA "Božidar Adžija" u Bjelovaru 1991. godine” [Capture of "Božidar Adžija" JNA Barracks in Bjelovar in 1991]. 《Journal of Contemporary History》 (크로아티아어) (Croatian Institute of History) 39 (1): 7–24. ISSN 0590-9597.
- Marijan, Davor (December 2006). “Djelovanje JNA i pobunjenih Srba u Lici 1990.-1992. godine” [Activities of the JNA and rebel Serbs in Lika in 1991–1992]. 《The Review of Senj》 (크로아티아어) (City Museum Senj – Senj Museum Society) 33 (1). ISSN 0582-673X.
- Marijan, Davor (May 2012). “The Sarajevo Ceasefire – Realism or strategic error by the Croatian leadership?”. 《Review of Croatian History》 (Croatian Institute of History) 7 (1): 103–123. ISSN 1845-4380.

뉴스 보도
- “20. obljetnica specijalne jedinice policije "Trenk" Požega” [20th Anniversary of Trenk Special Police Unit] (크로아티아어). Požeška kronika. 24 October 2011. 29 December 2013에 원본 문서에서 보존된 문서.
- Frntić, Damir (16 November 2012). “Gorjeli su nebo i zemlja” [Heaven and Earth Were Set on Fire] (크로아티아어). Varaždinske vijesti. 29 December 2013에 원본 문서에서 보존된 문서.
- Ivanković, Davor (2011년 9월 2일). “ALFE – specijalna jedinica ili policajci sa zadaćom više” [Alfa – Special Unit or Police With and Extra Task]. 《Večernji list》 (크로아티아어).
- Kapeloto, Vesna (27 July 2013). “22. godišnjica osnutka bakova” [22nd Anniversary of Baks]. 《Glas Istre》 (크로아티아어). 29 December 2013에 원본 문서에서 보존된 문서. 14 September 2013에 확인함.
- Klarica, Siniša (2010년 10월 13일). “Poskoci su bili prva postrojba specijalne policije u Hrvatskoj” [Poskoci were the First Special Police Unit in Croatia]. 《Zadarski list》 (크로아티아어).
- “Obilježen dan zrakoplovne jedinice specijalne policije MUP-a” [Day of the Special Police Airborne Unit Marked] (크로아티아어). index.hr. 2003년 8월 18일.
- “Otkriven spomenik poginulim specijalcima” [Monument to the Killed Special Forces Revealed]. 《Glas Slavonije》 (크로아티아어). 2013년 5월 20일.
- Pajalić, Miljenko (2013년 2월 5일). “Razgovor s Mladenom Veselićem” [Mladen Veselić Interview]. 《Hrvatski tjednik》 (크로아티아어). Croatian Cultural Council.
- “Roads Sealed as Yugoslav Unrest Mounts”. 《The New York Times》. Reuters. 1990년 8월 19일.
- Toma, Ivanka (2010년 9월 7일). “Na proslavi ATJ-a Lučko i braća Mamić, Thompson, Bandić ...” [Mamić Brothers, Thompson and Bandić Attend Lučko ATU Celebration]. 《Večernji list》 (크로아티아어).
- “Specijalna policija Ban slavi 20 godina osnutka” [Ban Special Police Celebrates its 20th Anniversary] (크로아티아어). Glas Podravine.  6 September 2013. 10 September 2013에 원본 문서에서 보존된 문서.
- Vuković, Vinko (2012년 9월 25일). “General Marko Lukić: Naš Mossad vratit će opljačkani novac!” [General Marko Lukić: Our Mossad Will Return Stolen Money!]. 《Slobodna Dalmacija》 (크로아티아어).

기타 자료
- “20. obljetnica ustrojavanja SJP "Osa"” [20th Anniversary of Establishment of Osa SPU]. City of Sisak.  8 April 2011. 29 December 2013에 원본 문서에서 보존된 문서.
- Gjenero, Marija (2011). “Dubrovnik: Obilježena obljetnica osnutka SJP "Grof"” [Dubrovnik: Anniversary of SPU Grof Marked] (PDF). 《MUP》 (크로아티아어) (Ministry of the Interior (Croatia)) 6 (48): 59. ISSN 1846-3444.
- Jergović, Sandra (2011). “Borbeno oklopno vozilo Domovinskog rata "Škorpija"” [Armoured Vehicle "Škorpija" from the Croatian War of Independence] (PDF). 《MUP》 (크로아티아어) (Ministry of the Interior (Croatia)) 6 (48): 75. ISSN 1846-3444.
- “Josipović dodijelio odlikovanje Specijalnoj jedinici policije Ban” [Josipović Presents Ban Special Police Unit a Decoration] (크로아티아어). Koprivnica.net. 2013년 12월 29일에 원본 문서에서 보존된 문서.
- Lukan, Biserka (2011). “Obilježena 20. obljetnica SJP BATT Split” [The 20th Anniversary of BATT SPU Split Marked] (PDF). 《MUP》 (크로아티아어) (Ministry of the Interior (Croatia)) 6 (47): 36. ISSN 1846-3444.
- Maoduš, Kristina (2011). “Obilježena 20. obljetnica osnutka SJP Tigrovi” [The 20th Anniversary of Tigers SPU Marked] (PDF). 《MUP》 (크로아티아어) (Ministry of the Interior (Croatia)) 6 (51): 35. ISSN 1846-3444.
- Mihaljević, Božo (2011). “Ratni put JNP Lovinac” [Wartime History of the Lovinac SPU] (PDF). 《MUP》 (크로아티아어) (Ministry of the Interior (Croatia)) 6 (50). ISSN 1846-3444.
- Nujić, Kata (2011). “U Slavonskom Brodu obilježena 20. godišnjica SJP” [The 20th Anniversary of SPU Marked in Slavonski Brod] (PDF). 《MUP》 (크로아티아어) (Ministry of the Interior (Croatia)) 6 (48): 56–59. ISSN 1846-3444.
- “Obilježeno 20 godina osnutka SJP” [20th Anniversary the SPU Marked] (크로아티아어). Ministry of the Interior (Croatia), Brod-Posavina Police Administration. 2011년 4월 15일. 2016년 3월 5일에 원본 문서에서 보존된 문서. 2020년 7월 5일에 확인함.
- “Obilježeno 20 godina osnutka SJP "Krpelj" PU vukovarsko-srijemske” [20th Anniversary of Krpelj SPU of the Vukovar-Syrmia Police Administration Marked] (크로아티아어). Ministry of the Interior (Croatia). 28 March 2011. 29 December 2013에 원본 문서에서 보존된 문서.
- Potočić, Vlatka (2011). “Borovo: Obilježena 20. obljetnica pogibije dvanaest redarstvenika” [Borovo: The 20th Anniversary of Killing of Twelve Constables Marked] (PDF). 《MUP》 (크로아티아어) (Ministry of the Interior (Croatia)) 6 (48): 61–62. ISSN 1846-3444.
- “Pravilnik o odori i znakovlju pripadnika specijalne policije ministarstva unutarnjih poslova Republike Hrvatske” [Regulation on Uniform and Insignia of Members of the Special Police of the Ministry of the interior of the Republic of Croatia]. 《Narodne novine》 (크로아티아어) (Narodne novine) (30). 1995년 5월 5일. ISSN 1333-9273.
- Radić, Ivana (2012). “Tuga, ali i ponos na veliku žrtvu” [Sadness and Pride in Great Sacrifice] (PDF). 《MUP》 (크로아티아어) (Ministry of the Interior (Croatia)) 7 (57): 70. ISSN 1846-3444.
- “SJP Grom PU karlovačka” [Grom SPU, Karlovac Police Administration] (크로아티아어). Karlovac Police Administration. 2015년 10월 3일에 원본 문서에서 보존된 문서. 2020년 7월 5일에 확인함.
- “The Prosecutor vs. Milan Martic – Judgement” (PDF). International Criminal Tribunal for the former Yugoslavia. 2007년 6월 12일.
- Veršić, Tomislav (2011). “Dvadeset godina od osnutka SJP Rijeka” [Twenty Years Since Founding of SPU Rijeka] (PDF). 《MUP》 (크로아티아어) (Ministry of the Interior (Croatia)) 6 (48): 60. ISSN 1846-3444.
- Žužul, Marija (2011). “Iz ratnog puta SJP "Bak-Istra"” [From Wartime History of Bak-Istra SPU] (PDF). 《MUP》 (크로아티아어) (Ministry of the Interior (Croatia)) 6 (49): 58–59. ISSN 1846-3444.
- Žužul, Marija (2010). 〈Josip Jović – Prva žrtva Domovinskog rata〉 [Josip Jović – The First Victim of the Croatian War of Independence].   Kreš, Marija. 《Policija u Domovinskom ratu 1990.-1991.》 [Police in the Croatian War of Independence 1990–1991] (PDF) (크로아티아어). Ministry of the Interior (Croatia). 21–27쪽. 2017년 7월 3일에 원본 문서 (PDF)에서 보존된 문서. 2013년 9월 13일에 확인함.